# Live Out Loud Tour
Tournées par Prince & 3rdeyegirl
Welcome 2 America Tour
(2010-2012) Hit and Run Tour
(2014)
Live Out Loud Tour est une tournée de Prince qui se déroule sur l'année 2013. Annoncée dès le mois de janvier, les concerts sont alors très attendus. Le concept que l'on va découvrir est une fois encore très original. Le nom de la tournée provient d'un titre du groupe 3rdeyegirl.

## Histoire
Le docteur Funkberry, un proche de Prince, annonce sur son blog aux fans de Prince que ce dernier promet une grande année 2013. L’événement phare est le festival de Montreux où Prince a déjà fait deux apparitions. Dans les premières répétitions, on voit de nombreuses directions qui rappellent le One Nite Alone...Tour. Le groupe de Prince est exclusivement féminin. En janvier un nouveau site web ouvre et délivre régulièrement des inédits.
Prince jouera deux shows par jour, dans de petites salles de type théâtre. Sur une set-list plus structurée, bien que pouvant aisément varier. La plupart des grands hits sont écartés, y compris Purple Rain au départ. Mais à la suite des titres de plusieurs journaux canadiens « Où est Purple Rain ? », la traditionnelle signature sera rajoutée. La set-list contient des hits rarement joués I Could Never Take the Place of Your Man, Endorphinmachine, Bambi, Adore ; des morceaux récents et rarement mis en avant Dreamer, Guitar, Crimson and Clover; et des morceaux inédits ScrewDriver, Fixurlifeup, Plectrum Electrum.
Au festival de Montreux, Prince donne en 2013 trois concerts consécutifs. Les deux premiers reviens à ses côtés la NPG. Le 3e il est avec les 3 filles pour une ambiance nouvelle.

## Groupe
Alors que le concert à Austin comprend la New Power Generation au complet, le groupe change radicalement ensuite. Il devient exclusivement féminin (inédit) et ne compte plus que trois membres officiels sans compter Prince. Le nouveau nom de cette équipe est vite révélé : 3rdeyegirl.
- Prince : chant, guitare et piano
- Hannah Ford : batterie
- Ida Nielsen : basse
- Donna Grantis : guitare

On a vu cependant les apparitions de :
- Joshua Welton : cuivres
- Damaris Lewis : danse

## Programme
Le programme est assez structuré contrairement à la tournée précédente. Bien que la set-list ne soit pas non plus clairement définie, la base du programme se composait généralement de :
- The Breakdown et/ou Let's Go Crazy avec des extraits du thème de Frankenstein
- Endorphinmachine
- Screwdriver
- Let's Go Crazy
- Crimson and Clover
- She's Always In My Hair
- I Could Never Take the Place of Your Man
- Guitar
- Plectrum Electrum
- I Like It There
- When We're Dancing Close And Slow
- Bambi
- Fixurlifeup
- Adore
- Cause and Effect
- Dreamer
- Purple Rain

Prince se retrouve souvent avec son piano face au public sur How Come U Don't Call Me Anymore?.
Au piano, on retrouve aussi le petit medley devenu traditionnel :
- When Doves Cry
- Nasty Girl
- Sign o' The Times
- A Love Bizarre
- Shockadelica
- Hot Thing
- Extraloveable
- Darling Nikki
- I Would Die 4 U
- Mr. Goodnight

## Date des concerts
La tournée a déjà[Quand ?] rapporté 7,8 millions de dollars, avec une affluence de 650 000 spectateurs.
Les dates de concerts du 7 et 8 mai 2013 ont rapporté 941 400 dollars.
| #                  | Date            | Ville         | Pays       | Salle                                 | Audience | Affluence |
| ------------------ | --------------- | ------------- | ---------- | ------------------------------------- | -------- | --------- |
| Répétitions (2013) |                 |               |            |                                       |          |           |
| 1                  | 16 janvier 2013 | Minneapolis   | États-Unis | Dakota Jazz Club & Restaurant         | 260      | Complet   |
| 2                  | 16 janvier 2013 | Minneapolis   | États-Unis | Dakota Jazz Club & Restaurant         | 260      | Complet   |
| 3                  | 17 janvier 2013 | Minneapolis   | États-Unis | Dakota Jazz Club & Restaurant         | 260      | Complet   |
| 4                  | 17 janvier 2013 | Minneapolis   | États-Unis | Dakota Jazz Club & Restaurant         | 260      | Complet   |
| 5                  | 18 janvier 2013 | Minneapolis   | États-Unis | Dakota Jazz Club & Restaurant         | 300      | Complet   |
| 6                  | 18 janvier 2013 | Minneapolis   | États-Unis | Dakota Jazz Club & Restaurant         | 400      | Complet   |
| 7                  | 19 janvier 2013 | Minneapolis   | États-Unis | Dakota Jazz Club & Restaurant         | 500      | Complet   |
| 8                  | 22 janvier 2013 | Minneapolis   | États-Unis | Paisley Park                          | 1 000    | Complet   |
| 9                  | 1er mars 2013   | New York      | États-Unis | Late Night with Jimmy Fallon          | TV-Show  | Complet   |
| 10                 | 29 mars 2013    | Austin        | États-Unis | La Zona Rosa                          | 1 200    | Complet   |
| Canada (2013)      |                 |               |            |                                       |          |           |
| 11                 | 15 avril 2013   | Vancouver     | Canada     | Vogue Theatre                         | 976      |           |
| 12                 | 15 avril 2013   | Vancouver     | Canada     | Vogue Theatre                         | 976      |           |
| 13                 | 16 avril 2013   | Vancouver     | Canada     | Vogue Theatre                         | 976      |           |
| 14                 | 16 avril 2013   | Vancouver     | Canada     | Vogue Theatre                         | 976      |           |
| États-Unis (2013)  |                 |               |            |                                       |          |           |
| 15                 | 18 avril 2013   | Seattle       | États-Unis | Showbox at The Market                 | 1 150    | Complet   |
| 16                 | 18 avril 2013   | Seattle       | États-Unis | Showbox at The Market                 | 1 150    | Complet   |
| 17                 | 19 avril 2013   | Seattle       | États-Unis | Showbox at The Market                 | 1 150    | Complet   |
| 18                 | 19 avril 2013   | Seattle       | États-Unis | Showbox at The Market                 | 1 150    | Complet   |
| 19                 | 21 avril 2013   | Portland      | États-Unis | Roseland Theater                      | 1 410    | Complet   |
| 20                 | 21 avril 2013   | Portland      | États-Unis | Roseland Theater                      | 1 410    | Complet   |
| 21                 | 23 avril 2013   | San Francisco | États-Unis | DNA Lounge                            | 850      | Complet   |
| 22                 | 23 avril 2013   | San Francisco | États-Unis | DNA Lounge                            | 850      | Complet   |
| 23                 | 24 avril 2013   | San Francisco | États-Unis | DNA Lounge                            | 850      | Complet   |
| 24                 | 24 avril 2013   | San Francisco | États-Unis | DNA Lounge                            | 850      | Complet   |
| 25                 | 26 avril 2013   | Las Vegas     | États-Unis | The Joint at Hard Rock Hotel & Casino | 3 954    | Complet   |
| 26                 | 26 avril 2013   | Las Vegas     | États-Unis | The Joint at Hard Rock Hotel & Casino | 2 872    |           |
| 27                 | 27 avril 2013   | Las Vegas     | États-Unis | The Joint at Hard Rock Hotel & Casino | 3 954    | Complet   |
| 28                 | 27 avril 2013   | Las Vegas     | États-Unis | The Joint at Hard Rock Hotel & Casino | 2 872    |           |
| 29                 | 30 avril 2013   | Tempe         | États-Unis | Marquee Theatre                       | 1 000    | Complet   |
| 30                 | 1er mai 2013    | Tempe         | États-Unis | Marquee Theatre                       | 1 000    | Complet   |
| 31                 | 3 mai 2013      | San Diego     | États-Unis | Legends Ballroom at Hard Rock Hotel   | 1 000    | Complet   |
| 32                 | 3 mai 2013      | San Diego     | États-Unis | Legends Ballroom at Hard Rock Hotel   | 1 000    | Complet   |
| 33                 | 4 mai 2013      | San Diego     | États-Unis | Legends Ballroom at Hard Rock Hotel   | 1 000    | Complet   |
| 34                 | 4 mai 2013      | San Diego     | États-Unis | Legends Ballroom at Hard Rock Hotel   | 1 000    | Complet   |
| 35                 | 7 mai 2013      | Anaheim       | États-Unis | City National Grove of Anaheim        | 1 700    | Complet   |
| 36                 | 7 mai 2013      | Anaheim       | États-Unis | City National Grove of Anaheim        | 1 700    | Complet   |
| 37                 | 8 mai 2013      | Anaheim       | États-Unis | City National Grove of Anaheim        | 1 700    | Complet   |
| 38                 | 8 mai 2013      | Anaheim       | États-Unis | City National Grove of Anaheim        | 1 700    | Complet   |
| 39                 | 12 mai 2013     | Denver        | États-Unis | The Ogden Theatre                     | 1 700    | Complet   |
| 40                 | 12 mai 2013     | Denver        | États-Unis | The Ogden Theatre                     | 1 500    |           |
| 41                 | 13 mai 2013     | Denver        | États-Unis | The Ogden Theatre                     | 1 500    |           |
| 42                 | 13 mai 2013     | Denver        | États-Unis | The Ogden Theatre                     | 1 500    |           |
| 43                 | 19 mai 2013     | Las Vegas     | États-Unis | MGM Grand Garden Arena                | 16 800   |           |
| 44                 | 25 mai 2013     | St. Paul      | États-Unis | Myth                                  | 2 500    |           |
| 45                 | 25 mai 2013     | St. Paul      | États-Unis | Myth                                  | 2 500    |           |
| 46                 | 30 juin 2013    | Chicago       | États-Unis | City Winery                           | 500      | Complet   |
| 47                 | 30 juin 2013    | Chicago       | États-Unis | George Lucas Wedding Party            | 600      | Complet   |
| 48                 | 6 juillet 2013  | Chanhassen    | États-Unis | Paisley Park                          | 50       |           |
| 49                 | 6 juillet 2013  | Chanhassen    | États-Unis | Paisley Park                          | 300      |           |
| Europe (2013)      |                 |               |            |                                       |          |           |
| 50                 | 13 juillet 2013 | Montreux      | Suisse     | Auditorium Stravinski                 | 3 900    | Complet   |
| 51                 | 14 juillet 2013 | Montreux      | Suisse     | Auditorium Stravinski                 | 3 900    | Complet   |
| 52                 | 15 juillet 2013 | Montreux      | Suisse     | Auditorium Stravinski                 | 3 900    | Complet   |
| 53                 | 4 août 2013     | Stockholm     | Suède      | Skeppsholmen                          | 10 000   | Complet   |
| 54                 | 7 août 2013     | Skanderborg   | Danemark   | Dyrehaven - Bøgescenen                | 40 000   | Complet   |
| 55                 | 11 août 2013    | Amsterdam     | Pays-Bas   | Paradiso                              | 1 500    | Complet   |
| 56                 | 11 août 2013    | Amsterdam     | Pays-Bas   | Paradiso                              | 1 500    | Complet   |
| 57                 | 17 août 2013    | Lisbonne      | Portugal   | Coliseu dos Recreios                  | 4 200    | Complet   |
| Clôture            |                 |               |            |                                       |          |           |
| 58                 | 23 août 2013    | New York      | États-Unis | New York City Winery                  | 500      | Complet   |
| 59                 | 23 août 2013    | New York      | États-Unis | New York City Winery                  | 500      | Complet   |
| 60                 | 30 août 2013    | Willemstad    | Curaçao    | Curacao NSJ                           | 10 000   | Complet   |

## Sources
1. http://www.drfunkenberry.com/2013/01/01/prince-thanks-u-promises-2013-will-be-big/
2. https://www.spreecast.com/events/prince-in-2013-wdr-funkenberry
3. http://www.smukfest.dk/vis_nyhed.asp?id=58293&id1=357&id2=0&id3=0&id4=0
4. http://www.montreuxjazzfestival.com/2013/en/news/news/245
5. http://www.prince-live.com/konzert/konzert.php?tour_id=107&tour_name=Open%20Rehearsals%20%5B2013%5D
6. http://pollstarpro.com/files/charts2013/2013MidYearTop100WorldwideTours.pdf

1. ↑  http://pollstarpro.com/files/charts2013/2013MidYearTop100WorldwideTours.pdf
2. ↑  (en) « CURRENT BOXSCORE », sur billboard.com, 7 août 2019 (consulté le 20 avril 2023).